# Zamach na autobus w Afuli
Zamach na autobus w Afuli – samobójczy zamach terrorystyczny przeprowadzony w dniu 6 kwietnia 1994 roku przez członka palestyńskiej organizacji terrorystycznej Hamas w mieście Afula na północy Izraela. Zamachowiec wysadził się w samochodzie obok stojącego na przystanku autobusu komunikacji miejskiej. W zamachu zginęło 8 cywilów i terrorysta zamachowiec. Rannych zostało kolejnych 55 osób.

## Okoliczności zamachu
Zawarte w 1993 roku Porozumienia z Oslo umożliwiło wygaszenie palestyńskiego powstania Intifady, jednak nie doprowadziło do zakończenia konfliktu izraelsko-arabskiego. Powstała Autonomia Palestyńska była tymczasową strukturą administracyjną, której zasadność powstania kwestionowała radykalna palestyńska organizacja terrorystyczna Hamas. Proces pokojowy z Palestyńczykami był także silnie krytykowany przez prawicowe środowiska żydowskie w Izraelu. W dniu 25 lutego 1994 roku żydowski osadnik Baruch Goldstein wtargnął do Grobowca Patriarchów w Hebronie, i otworzył ogień do modlących się muzułmanów. W tej masakrze w Makpela zginęło 29 osób, a 125 zostało rannych. Goldstein był amerykańskim Żydem wychowanym na Brooklynie, zwolennikiem fundamentalistycznej żydowskiej partii politycznej Kach, zdelegalizowanej w Izraelu krótko po tej masakrze. Sama partia Kach została uznana przez Izrael za organizację terrorystyczną.
Po masakrze wybuchły palestyńskie zamieszki, w których zginęło 9 Arabów, a ponad 200 zostało rannych. Siły Obronne Izraela obawiając się eskalacji przemocy nałożyły godzinę policyjną na arabskie dzielnice Hebronu. Równocześnie w obawie przed zemstą ewakuowano żydowską enklawę z miasta. Premier Icchak Rabin spotkał się z palestyńskimi przywódcami, a wszystkie izraelskie partie polityczne potępiły zamach terrorystyczny w Makpel. Wszystkie te działania częściowo uspokoiły napięcia i Autonomia Palestyńska pogrążyła się w trwającą czterdzieści dni żałobę narodową. Całą sytuację postanowiła wykorzystać palestyńska organizacja Hamas, która od 1992 roku przygotowywała się do przeprowadzania samobójczych zamachów terrorystycznych. Plany ataków przygotowywał Jachja Ajjasz.

## Przebieg zamachu

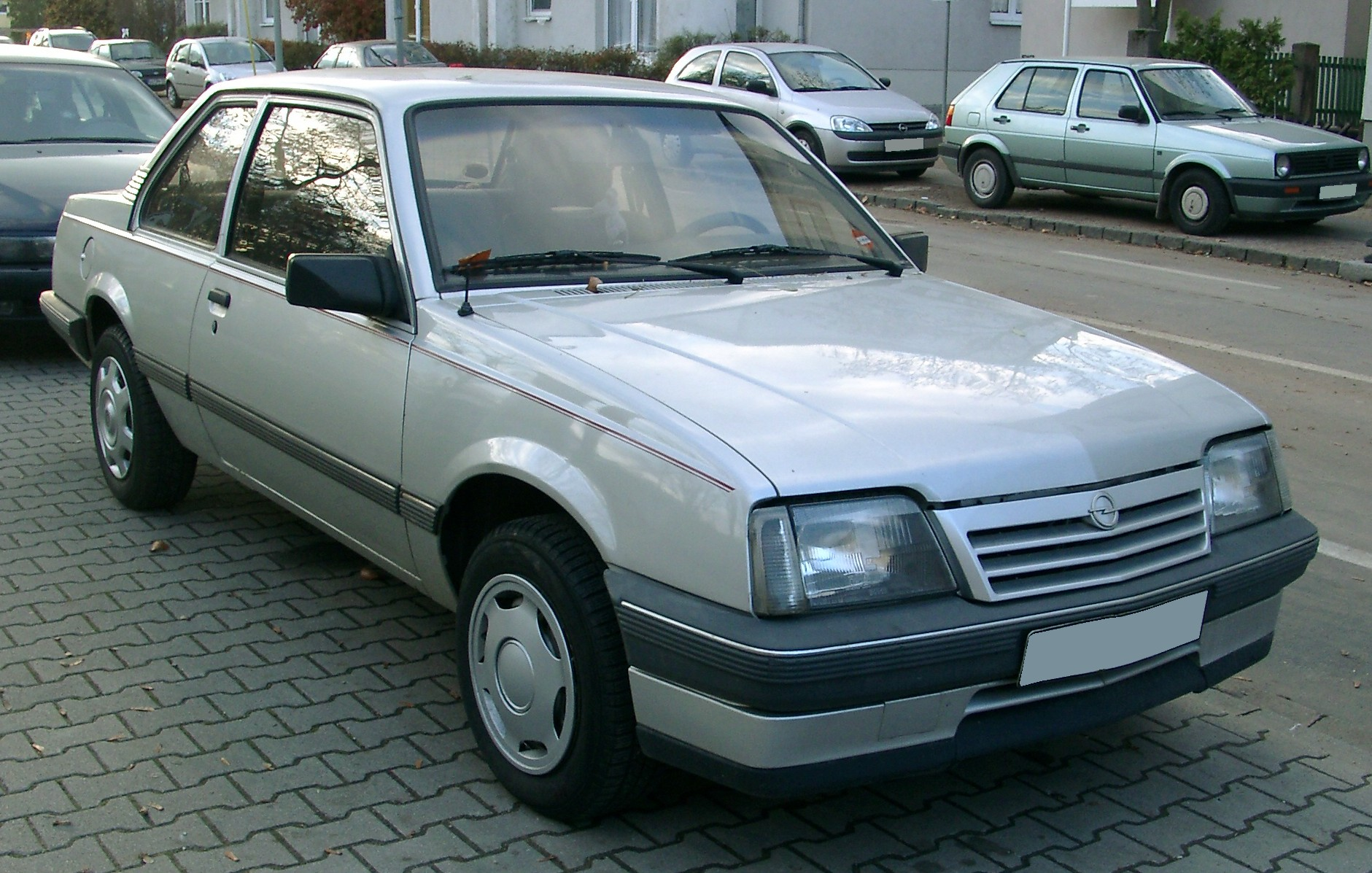
Takim samym samochodem Oplem Ascona przeprowadzono w 1994 roku zamach terrorystyczny w Afuli

Palestyński zamachowiec-samobójca rankiem  6 kwietnia 1994 roku przyjechał do miasta Afula. Jechał on pochodzącym z 1987 roku samochodem osobowym Opel Ascona, wewnątrz którego ukryto siedem butli gazowych, pięć granatów ręcznych oraz bombę domowej roboty z pakunkiem zawierającym 1100 gwoździ stolarskich. Wieczorem tego dnia w Izraelu rozpoczynało się święto Dnia Pamięci Holocaustu, i właśnie wielu uczniów wracało do domów po zakończeniu okolicznościowych uroczystości w szkołach. Zamachowiec przejechał przez kilka ulic, dojeżdżając do centrum miasta. Około godziny 11.00 zatrzymał się obok podmiejskiego autobusu linii Egged numer 348, który właśnie stał na pełnym ludzi przystanku autobusowym. W tym momencie zamachowiec zdetonował ładunek wybuchowy w swoim samochodzie. W zamachu zginęło 8 cywilów i terrorysta zamachowiec. Rannych zostało kolejnych 55 osób. Większość rannych była uczniami.
Lista zabitych:
| - Aszer Attia, 48. lat, z Afuli (kierowca autobusu) - Ilana Schreiber, 45. lat, nauczyciel z kibucu Nir Dawid - Ajala Vahaba, 40. lat, nauczyciel z Afuli - Ahuva Cohen Onalla, 37. lat, z Afuli (zmarła od ran 25 kwietnia 1994 r.) | - Vered Mordechaj, 13. lat, z Afuli - Meirav Ben Mosze, 16. lat, z Afuli - Maja Elharar, 17. lat, z Afuli - Fadija Shalabi, 25. lat, z Iksal |

Zamachowcem był 19-letni Ra'id Zaqarna z miasta Kabatija w Autonomii Palestyńskiej. Był on członkiem zbrojnego ramienia Hamasu, Brygad Izz ad-Din al-Qassam.

## Konsekwencja zamachu
Zamach w Afuli wywołał wielki szok, tym większy, że przeważająca liczba poszkodowanych była dziećmi w wieku szkolnym. W odpowiedzi izraelski siły bezpieczeństwa aresztowały 383 działaczy Hamasu w Samarii, Judei i Strefie Gazy. Palestyński przywódca Jasir Arafat odmówił potępienia zamachu, czym wzbudził gniew rządu izraelskiego. Stany Zjednoczone zażądały od Arafata publicznego potępienia zamachu w Afuli, tak jak wcześniej premier Icchak Rabin bezkompromisowo potępił masakrę w Makpela (oświadczył on, że Baruch Goldstein jest obcy dla Izraela i judaizmu).

## Upamiętnienie
Miejsce zamachu zostało upamiętnione niewielkim pomnikiem, na którym umieszczono nazwiska siedmiu żydowskich ofiar (pominięto arabską ofiarę - kobietę z miasta Iksal). Dodatkowo w mieście znajduje się kilka pojedynczych pomników, które upamiętniają poszczególne ofiary zamachu.